# Cuphea quaternata
Cuphea quaternata är en fackelblomsväxtart som beskrevs av Bacigal.. Cuphea quaternata ingår i släktet blossblommor, och familjen fackelblomsväxter. Inga underarter finns listade i Catalogue of Life.